# Championnat sud-américain de football de 1924
Navigation
Uruguay 1923 Argentine 1925
Le Championnat sud-américain de football de 1924 est la huitième édition du championnat sud-américain de football des nations, connu comme la Copa América depuis 1975, qui a eu lieu à Montevideo en Uruguay du 12 octobre au 2 novembre 1924.
Dans un premier temps, la CONMEBOL a demandé à la fédération paraguayenne d'organiser cette édition dans son pays, mais elle a refusé car n'ayant pas l'infrastructure pour un tel événement. Toutefois, la fédération l'a quand même organisé, et afin de rendre hommage aux récents champions olympiques de Paris 1924 uruguayens, le tournoi s'est tenu dans leur pays.
Les pays participants sont l'Argentine, le Chili, le Paraguay et l'Uruguay. Le Brésil s'est retiré du tournoi. À domicile, l'équipe d'Uruguay conserve son titre de championne d'Amérique du Sud.

## Résultats

### Classement final
Les quatre équipes participantes sont réunies au sein d'une poule unique où chaque formation rencontre une fois ses adversaires. À l'issue des rencontres, l'équipe classée première remporte la compétition.
|   | Équipe    | Pts | J | G | N | P | BP | BC | Diff |
| - | --------- | --- | - | - | - | - | -- | -- | ---- |
| 1 | Uruguay   | 5   | 3 | 2 | 1 | 0 | 8  | 1  | +7   |
| 2 | Argentine | 4   | 3 | 1 | 2 | 0 | 2  | 0  | +2   |
| 3 | Paraguay  | 3   | 3 | 1 | 1 | 1 | 4  | 4  | 0    |
| 4 | Chili     | 0   | 3 | 0 | 0 | 3 | 1  | 10 | -9   |

| 12 octobre   | Argentine | 0 | 0 | Paraguay  |
| 19 octobre   | Uruguay   | 5 | 0 | Chili     |
| 25 octobre   | Argentine | 2 | 0 | Chili     |
| 26 octobre   | Uruguay   | 3 | 1 | Paraguay  |
| 1er novembre | Paraguay  | 3 | 1 | Chili     |
| 2 novembre   | Uruguay   | 0 | 0 | Argentine |

### Matchs
| 12 octobre 1924                                                                                      | Argentine | 0 – 0 | Paraguay | Parque Central (Montevideo)                   |                                               |
| |           | (0 - 0) |          | Spectateurs : 12 000 Arbitrage : Angel Minoli | Spectateurs : 12 000 Arbitrage : Angel Minoli |
| Tesoriere - Bidoglio, Bearzotti - Médici, Vaccaro, Solari - Tarasconi, Loyarte, Sosa, Seoane, Onzari | Équipes   | Denis - Durand, Sirvent - Centurión Miranda, Fleitas Solich, I. Benítez Casco - Capdevila, Molinas, López, Rivas, Fretes |          | Spectateurs : 12 000 Arbitrage : Angel Minoli | Spectateurs : 12 000 Arbitrage : Angel Minoli |

| 19 octobre 1924                                                                                 | Uruguay                                          | 5 – 0                                                                                              | Chili | Parque Central (Montevideo)                   |                                               |
|                                                                                                 | Petrone 40e, 53e, 88e · Zingone 73e · Romano 78e | (1 - 0)                                                                                            |       | Spectateurs : 15 000 Arbitrage : Eduardo Jara | Spectateurs : 15 000 Arbitrage : Eduardo Jara |
| Mazali - Nasazzi, Arispe - Bucetta, Zingone, Ghierra - Urdinarán, Scarone, Cea, Petrone, Romano | Équipes                                          | Ramírez - Ernst, Hamablet - F. Arellano, Toro, Morales - Abarzúa, Reyes, Domínguez, Molina, Olguín |       | Spectateurs : 15 000 Arbitrage : Eduardo Jara | Spectateurs : 15 000 Arbitrage : Eduardo Jara |

| 25 octobre 1924                                                                                        | Argentine             | 2 – 0                                                                                                  | Chili | Parque Central (Montevideo)                   |                                               |
| | Sosa 5e · Loyarte 78e | (1 - 0)                                                                                                |       | Spectateurs : 15 000 Arbitrage : Angel Minoli | Spectateurs : 15 000 Arbitrage : Angel Minoli |
| Tesoriere - Bidoglio, Bearzotti - Médici, Fortunato, Solari - Garassini, Loyarte, Sosa, Seoane, Onzari | Équipes               | Robles - Ernst, Hamablet - F. Arellano, Toro, Morales - Abarzúa, Reyes, Domínguez, D. Arellano, Olguín |       | Spectateurs : 15 000 Arbitrage : Angel Minoli | Spectateurs : 15 000 Arbitrage : Angel Minoli |

| 26 octobre 1924                                                                                   | Uruguay                            | 3 – 1 | Paraguay        | Parque Central (Montevideo)                     |                                                 |
|                                                                                                   | Petrone 28e · Cea 66e · Romano 83e | (2 - 0) | Urbita Sosa 77e | Spectateurs : 14 000 Arbitrage : Alberto Parodi | Spectateurs : 14 000 Arbitrage : Alberto Parodi |
| Mazali - Nasazzi, Arispe - Alzugaray, Zingone, Ghierra - Urdinarán, Scarone, Cea, Petrone, Romano | Équipes                            | Denis - Durand, Sirvent - Centurión Miranda, Fleitas Solich, I. Benítez Casco - Capdevila, Molinas, Urbita Sosa, Rivas, Fretes |                 | Spectateurs : 14 000 Arbitrage : Alberto Parodi | Spectateurs : 14 000 Arbitrage : Alberto Parodi |

| 1er novembre 1924 | Paraguay                   | 3 – 1                                                                                                   | Chili          | Parque Central (Montevideo)                    |                                                |
| | López 15e, 33e · Rivas 52e | (2 - 1)                                                                                                 | D. Arellano 6e | Spectateurs : 1 000 Arbitrage : Servando Pérez | Spectateurs : 1 000 Arbitrage : Servando Pérez |
| Torres - A. Benítez Casco, Sirvent - Centurión Miranda, Díaz, I. Benítez Casco - Capdevila, Molinas, López, Rivas, Fretes | Équipes                    | Ramírez - Ernst, Hamablet - F. Arellano, Toro, Morales - Abarzúa, Reyes, Domínguez, D. Arellano, Olguín |                | Spectateurs : 1 000 Arbitrage : Servando Pérez | Spectateurs : 1 000 Arbitrage : Servando Pérez |

| 2 novembre 1924                                                                                    | Uruguay | 0 – 0                                                                                                 | Argentine | Parque Central (Montevideo)                   |                                               |
| |         | (0 - 0)                                                                                               |           | Spectateurs : 20 000 Arbitrage : Carlos Fanta | Spectateurs : 20 000 Arbitrage : Carlos Fanta |
| Mazali - Nasazzi, Arispe - Alzugaray, Zingone, Ghierra - Urdinarán, Barlocco, Cea, Petrone, Romano | Équipes | Tesoriere - Bidoglio, Bearzotti - Médici, Cochrane, Solari - Tarasconi, Loyarte, Sosa, Seoane, Onzari |           | Spectateurs : 20 000 Arbitrage : Carlos Fanta | Spectateurs : 20 000 Arbitrage : Carlos Fanta |

| Championnat sud-américain de football de 1924 - Vainqueur Uruguay 5e titre |

## Classement des buteurs
4 buts
- Pedro Petrone

2 buts
- Ildefonso López
- Angel Romano

1 but
- Gabino Sosa
- Juan Loyarte
- David Arellano
- Gerardo Rivas
- Pasiano Urbita Sosa
- José Cea
- Pedro Zingone